# Erik Daniel
Erik Daniel (* 4. února 1992, Hodonín) je český fotbalový záložník, od července 2022 hráč slovenského týmu FC Spartak Trnava. Mimo Česko působil na klubové úrovni na Slovensku a v Polsku. Jeho vzorem je anglický záložník Frank Lampard. Nastupuje na křídle, jeho matka je Češka a otec Slovák.

## Klubová kariéra
Svoji fotbalovou kariéru začal na Slovensku v Iskře Holíč, kam se po angažmá v českém mužstvu FK Šardice vrátil. V srpnu 2008 zamířil na roční hostování do Spartaku Myjava a před sezonou 2009/10 se stal podruhé hráčem Šardic. Následně podepsal kontrakt s českým klubem FC Slovan Liberec. V roce 2011 se propracoval do "áčka", za které odehrál dva zápasy v první lize. Na jaře 2012 získal Liberec mistrovský titul a i když Daniel za něj v sezóně 2011/12 neodehrál žádný ligový zápas, přísluší medaile za tento úspěch i jemu, protože byl tehdy součástí tohoto celku.

### TJ Spartak Myjava
V zimním přestupovém období ročníku 2012/13 se vrátil do Spartaku Myjava, kam zamířil na půl roku bez opce hostovat.

#### Sezóna 2012/13
Ligovou premiéru v dresu Myjavy si odbyl v utkání 20. kola hraného 2. 3. 2013 proti týmu FK AS Trenčín. Na hrací plochu přišel v 77. minutě namísto Petera Šulka, ale prohře 0:1 na hřišti soupeře nezabránil.

#### Sezóna 2013/14
V létě 2014 bylo Danielovo hostování z Liberce prodlouženo o rok. Svůj první ligový gól za Myjavu zaznamenal 27. 7. 2013 v derby v souboji se Spartakem Trnava, když v 90. minutě zvyšoval na konečných 6:2. Proti stejnému soupeři se prosadil i ve 14. kole, kdy vstřelil ve 29. minutě na Štadiónu Antona Malatinského jedinou a tudíž vítěznou branku zápasu.

#### Sezóna 2014/15
Před ročníkem 2014/15 Slovan Liberec definitivně opustil a stal se hráčem Myjavy. Svoji první ligovou branku v sezoně dal v souboji s mužstvem MŠK Žilina (prohra 1:2), skóroval ve 36. minutě. Podruhé v ročníku se střelecky prosadil v 17. kole hraném 7. listopadu 2014 proti klubu FK DAC 1904 Dunajská Streda a podílel se na vítězství Spartaku v poměru 3:1. Následně skóroval 12. 4. 2015 v souboji s Duklou Banská Bystrica, Myjava porazila tohoto soupeře doma 3:2. Svůj čtvrtý gól v sezoně zaznamenal ve 24. kole proti týmu FO ŽP ŠPORT Podbrezová (prohra 1:2), prosadil se v 69. minutě. Popáté v ročníku rozvlnil síť soupeřovy branky v souboji s mužstvem MFK Ružomberok, v páté minutě otevřel skóre zápasu. Spartak Myjava však náskok neudržel a remizoval se soupeřem 1:1.

#### Sezóna 2015/16
Svoji první branku v sezoně dal 15. srpna 2015 proti Zemplínu Michalovce (výhra 2:1), když v 78. minutě zvyšoval na 2:0. Střelecky se prosadil i v následujícím šestém kole v souboji s Podbrezovou, když v 75. minutě dal na hřišti soupeře rozhodující gól na konečných 2:1. 26. 9. 2015 zaznamenal další přesný zásah, když dal v derby s klubem FK Senica jediný a zároveň rozhodující gól utkání. Počtvrté, popáté a pošesté v ročníku skóroval v odvetách s Michalovcemi v 16. a ve 27. kole, Spartak v těchto střetnutích zvítězil 2:1 a 3:0. V sezoně 2015/16 skončila Myjava na třetím místě tabulky, což bylo její historického umístění.

#### Sezóna 2016/17
Se Spartakem se představil v prvním předkole Evropské ligy UEFA 2016/17, kde Myjava po remíze 1:1 a prohře 2:3 vypadla s rakouským celkem FC Admira Wacker Mödling. Daniel zaznamenal v předkole jeden gól, když se trefil v odvetě.

### MFK Ružomberok
V červenci 2016 přestoupil do mužstva MFK Ružomberok, kde podepsal tříletý kontrakt. Setkal se zde s trenérskou dvojicí Norbert Hrnčár - Richard Höger, která ho vedla i v Myjavě.

#### Sezóna 2016/17
Ligovou premiéru v dresu tohoto klubu absolvoval ve druhém kole hraném 23. července 2016 proti Žilině (prohra 2:3), na hrací plochu přišel v 57. minutě namísto Martina Chriena. Poprvé v sezoně se prosadil v devátém kole v souboji s ViOnem Zlaté Moravce – Vráble, trefil se v 52. minutě a podílel se na vysoké domácí výhře 6:1. Následně dvakrát skóroval 6. 5. 2017 proti Senici (výhra 2:1), trefil se v 76. a 80. minutě. Svojí čtvrté branky v ročníku docílil v souboji s Podbrezovou a zasloužil se o vítězství 1:0.

#### Sezóna 2017/18
S Ružomberkem postoupil přes Vojvodinu Novi Sad ze Srbska (prohra 1:2 a výhra 2:0) a norský klub SK Brann (prohra 0:1 a výhra 2:0) do třetího předkola Evropské lize UEFA 2017/18, ve kterém vypadl s anglickým týmem Everton FC po dvou prohrách 0:1. V předkolech EL zaznamenal jeden gól, prosadil se v úvodním střetnutí s Vojvodinou.
Poprvé v ročníku skóroval v sedmém kole proti Michalovcům, když v 88. minutě dal branku na konečných 2:1. Svůj druhý gól v sezoně zaznamenal 14. října 2017 ve 12. kole proti ViOnu Zlaté Moravce – Vráble, utkání skončilo remízou 1:1. Střelecky se prosadil i v následujícím kole v souboji se Senicí. Utkání skončilo vysokým vítězstvím Ružomberku na hřišti soupeře v poměru 3:0.

#### Sezóna 2018/19
Poprvé v sezoně zaznamenal branku v sedmém kole hraném 1. 9. 2018, skóroval v šesté minutě střetnutí a podílel se na výhře 4:0 nad Senicí. V zimním přestupovém období ročníku 2018/19 se s vedením Ružomberku nedohodl na prodloužení kontaktu platného do konce sezony a byl zařazen na transferovou listinu, zároveň se už nepřipravoval s prvním mužstvem.

### ŠK Slovan Bratislava
V lednu 2019 podepsal v den svých 27. narozenin s předstihem smlouvu na tři roky platnou od sezony 2019/20 se Slovanem Bratislava, nabídky měl rovněž i ze zahraničí.

#### Sezóna 2019/20
S "belasými" se představil v prvním předkole Ligy mistrů UEFA 2019/20 proti černohorskému celku FK Sutjeska Nikšić a po vypadnutím s tímto soupeřem bylo jeho mužstvo přesunuto do předkol Evropské ligy UEFA 2019/20. V nich Daniel neodehrál všech šest střetnutích, ale i tak pomohl Slovanu po postupu přes kosovský klub KF Feronikeli (výhry doma 2:1 a venku 2:0), tým Dundalk FC z Irska (výhry doma 1:0 a venku 3:1) a řecké mužstvo PAOK Soluň (výhra doma 1:0 a prohra venku 2:3) k účasti ve skupinové fázi. Se Slovanem byl zařazen do základní skupiny K, kde v konfrontaci s kluby Beşiktaş JK (Turecko), SC Braga (Portugalsko) a Wolverhampton Wanderers FC (Anglie) skončil s "belasými" na třetím místě tabulky a do jarního play-off s nimi nepostoupil. V pohárově Evropě skóroval dvakrát, trefil se v odvetách s Dundalkem a Beşiktaşem.
Své první střetnutí v lize za "belasé" absolvoval 20. července 2019 v souboji s týmem FK Pohronie (výhra 3:1), na hrací plochu přišel v 86. minutě místo Dejana Dražiće. Poprvé v ročníku skóroval v následujícím kole proti Zemplínu Michalovce (výhra 3:0), když ve 21. minutě zvyšoval na 2:0. Slovanu pomohl k obhajobě titulu z předešlé sezony 2018/19. S "belasými" ve stejném ročníku triumfoval i ve slovenském poháru a získal tak s týmem „double“.

#### Sezóna 2020/21
Za Slovan odehrál zápas druhého předkola Evropské ligy UEFA 2020/21 proti finskému mužstvu Kuopion Palloseura, se kterým po prohře 1:2 po penaltovém rozstřelu společně se svými spoluhráči ze soutěže vypadl. Své první ligové branku v sezoně trefil v 18. kole ve 48. a v 65. minutě odvetného souboje s klubem MŠK Žilina (výhra 3:2). Potřetí v ročníku vsítil gól po přihrávce Davida Strelce ve 20. kole hraném 20. 2. 2021 v odvetě s Pohronie, když dal jedinou a tudíž vítěznou branku střetnutí. Následně skóroval v dalším kole v odvetném souboji s družstvem ŠKF Sereď (výhra 5:0). Na jaře 2021 vybojoval se Slovanem ligový primát, který byl pro tým již třetí v řadě. Zároveň s mužstvem získal podruhé za sebou po výhře 2:1 po prodloužení nad celkem MŠK Žilina domácí pohár a klubu pomohl poprvé v jeho historii k obhájení doublu.

### Zagłębie Lubin (hostování)
V létě 2021 zamířil kvůli většímu hernímu vytížení ze Slovanu na roční hostování do polského týmu Zagłębie Lubin. Po roce se vrátil zpět do Slovanu.

### FC Spartak Trnava
V červenci 2022 přestoupil v rámci Slovenska do Spartaku Trnava, kde podepsal dvouletý kontrakt.

## Klubové statistiky
Aktuální k 20. červenci 2022
| Sezona    | Klub                      | Soutěž         | Zápasy | Góly |
| --------- | ------------------------- | -------------- | ------ | ---- |
| 2011/2012 | FC Slovan Liberec         | Gambrinus liga | 0      | 0    |
| 2012/2013 | FC Slovan Liberec         | Gambrinus liga | 2      | 0    |
| 2012/2013 | TJ Spartak Myjava (host.) | Corgoň liga    | 11     | 0    |
| 2013/2014 | TJ Spartak Myjava (host.) | Corgoň liga    | 32     | 2    |
| 2014/2015 | TJ Spartak Myjava         | Fortuna liga   | 33     | 5    |
| 2015/2016 | TJ Spartak Myjava         | Fortuna liga   | 33     | 6    |
| 2016/2017 | TJ Spartak Myjava         | Fortuna liga   | 1      | 0    |
| 2016/2017 | MFK Ružomberok            | Fortuna liga   | 31     | 4    |
| 2017/2018 | MFK Ružomberok            | Fortuna liga   | 33     | 3    |
| 2018/2019 | MFK Ružomberok            | Fortuna liga   | 16     | 1    |
| 2019/2020 | ŠK Slovan Bratislava      | Fortuna liga   | 24     | 1    |
| 2020/2021 | ŠK Slovan Bratislava      | Fortuna liga   | 28     | 4    |
| 2021/2022 | Zagłębie Lubin (host.)    | Ekstraklasa    | 31     | 3    |
| 2022/2023 | ŠK Slovan Bratislava      | Fortuna liga   | 0      | 0    |
| 2022/2023 | FC Spartak Trnava         | Fortuna liga   |        |      |